# Kim Funder
Kim Funder (14. juni 1963 – 11. december 2008) var en dansk erhvervsmand.
Kim Funder var medejer af og bestyrelsesformand for Tæppeland og medejer af og direktør for byggemarkedet Johannes Fog A/S.
Kim Funder havde overtaget ejerskabet af virksomhederne efter sin far, men risikobetonede investeringer i aktier og ejendomme kostede ham formuen under finanskrisen. I december 2008 tog han op til sit sommerhus og begik selvmord.